# Палец (техника)

Палец муфты типа МУВП

Палец — метиз, предназначенный для частично подвижного соединения некоторых деталей в машинах и механизмах различного назначения.

## Описание
Палец — деталь машины или механизма, длиной более одного и до трёх диаметров . В сборке несущие другие детали, сборочные единицы устанавливаются на нём шарнирно или неподвижно или опираются на один конец или оба конца. Простейший и классический палец - это палец, соединяющий две проушины или проушину и петлю троса.

## Материал

Палец к толкателю ГОСТ 18782-80

В зависимости от предназначения материал пальца различается.
Материал для изготовления пальцев муфты типа МУВП — углеродистая сталь марки 45 по ГОСТ 1050-88, нормализованная.
Материалом для поршневых пальцев служат углеродистые стали марок 15, 20 или 45, а в особенно напряженных двигателях применяют хромистые — 20Х, 40Х, 12ХНЗА и другие легированные стали. В качестве материала для поршневых пальцев применяют сталь 45 селективной очистки, сталь 45ХА с последующей закалкой пальца на глубину 1—1,5 мм, сталь 15Х и 15 с последующей цементацией его на глубину 0,5—1,5 мм и закалкой на ту же глубину. Термическая обработка поршневых пальцев должна обеспечивать твердость рабочей поверхности HRC58—65 при твердости сердцевины не менее HRC32—40.
Поршневые пальцы для высоконагруженных двигателей изготовляются из легированных цементуемых сталей 12Х2Н4А и 12ХНЗА, 15ХМА и др.

## Виды
- поршневые пальцы[1];
- шаровые пальцы;
- шарнирные пальцы;
- установочные пальцы[2];

Палец полумуфты

- палец тормозного механизма — оригинальная запасная часть для китайских скутеров, оборудованных двухтактным двигателем 1E40QMB;
- пальцы газовой защиты для труб[3];
- палец муфты;
- бильные пальцы;
- резиновые.

## Область применения
- Приспособления станочные.
- Компрессорное оборудование.
- Муфты общемашиностроительного применения.
- Детали автотранспортных средств.
- Энергетическое и электротехническое оборудование.
- Крепёжные изделия для авиационно-космических конструкций.